# Barbaria

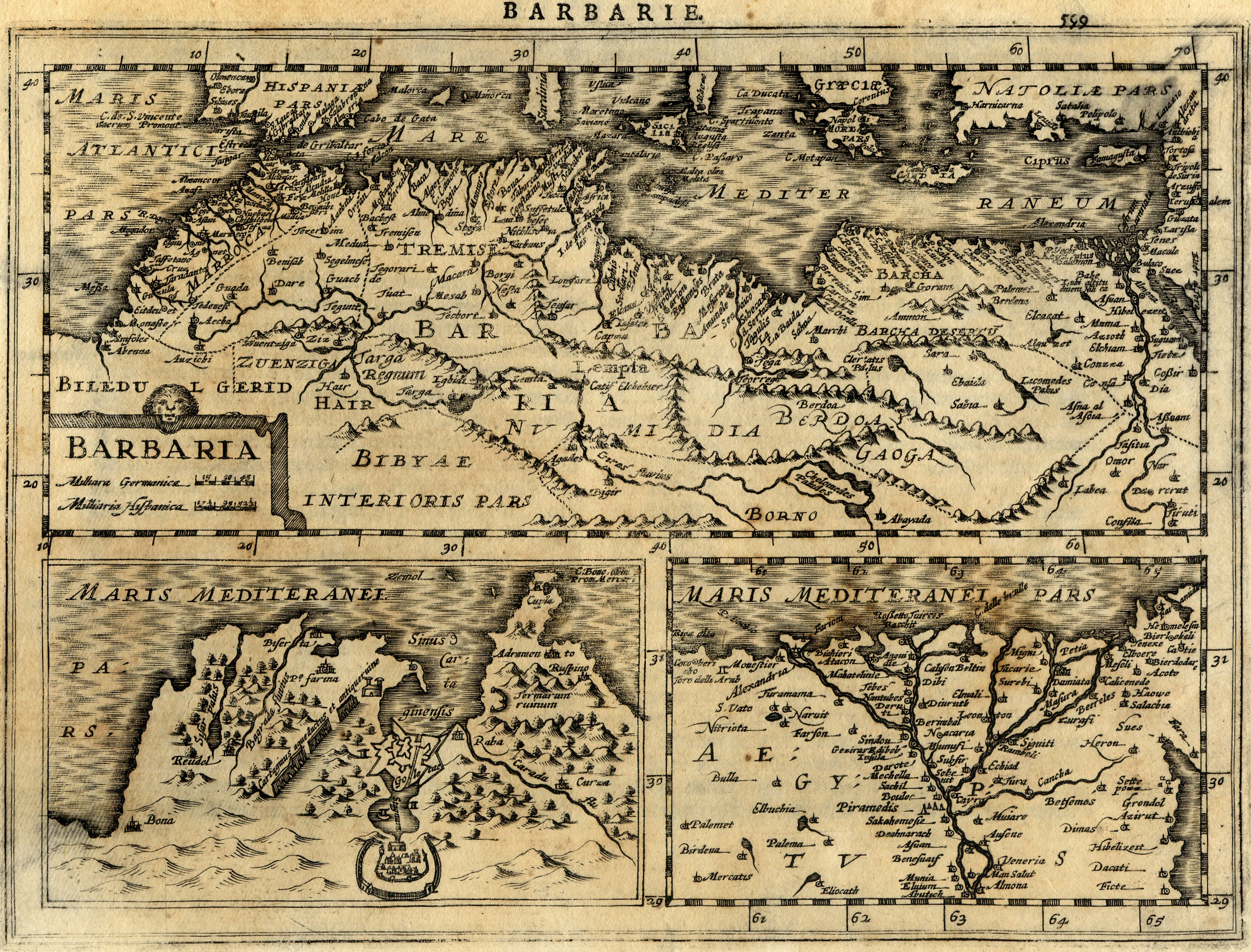
Mapa de Barbaria, de Gerardus Mercator (1630).

Barbaria o costa barbaresca és el terme que els europeus van utilitzar des del segle xvi fins al xix per a referir-se a les regions costaneres del Marroc, Algèria, Tunísia i Líbia. El nom deriva del nom donats als amazics pels àrabs, bàrbar, que aquests van prendre directament del llatí, barbarus. A Occident, el terme normalment s'usa per a referir-se als pirates i comerciants d'esclaus que poblaven aquestes costes, basaven la seva economia en aquestes activitats i suposaven una amenaça constant per a les embarcacions comercials o, fins i tot, per a les ciutats costaneres del Mediterrani.
Barbaria mai no va tenir un govern unificat. Des del segle xvi en endavant, es va trobar dividida entre el Marroc, Algèria, Tunis (avui Tunísia) i Tripolitània (avui Líbia). Entre els governants més cèlebres d'aquests territoris, hi va haver el paixà o bei d'Alger, el bei de Tunis i el bei de Trípoli, tots ells tributaris del soldà de l'Imperi Otomà, però amb gran autonomia de govern.
En la història d'Espanya, la regió té una gran rellevància com a pàtria d'acollida dels moriscs, que al llarg dels governs dels reis Felip III i Felip IV van ser especialment actius en accions de pirateria.
La República de Salé, per exemple, va estar governada per pirates barbarescos, que aprofitant els coneixements de les costes espanyoles dels moriscs, van assolar l'est de la península Ibèrica durant bona part del segle xvi.